# 阿納格拉姆群島
65°12′S 64°20′W / 65.200°S 64.333°W
阿納格拉姆群島（英語：Anagram Islands）是南極洲的群島，處於羅卡群島和阿根廷群島之間，屬於威廉群島的一部分，由比利時探險隊發現，現時由南極條約體系管理。